# 最高会議
最高会議（さいこうかいぎ、ロシア語: Верховный Совет）は、ソビエト連邦における立法府（議会）の名称である。日本語では最高評議会または最高ソビエトや最高ソヴィエトとも訳される。
当初は各構成共和国に設置され、後の1938年にそれを踏襲する形でソビエト連邦全体における議会としても設置された。最高会議は年に2回の数日間のみ開催され、最高会議によって選出された幹部会メンバーは会議の開催期間以外の立法を行った。この幹部会議長は国家元首に相当する。
その議員は政府の承認を得た者のみが単一候補制によって選出されていたが、1980年代後半にペレストロイカが開始されると、その選挙にも自由化の流れが起こった。だが、それ以前の各共和国最高会議は、ソビエト連邦共産党の決定を追認するための形式的な機関に過ぎなかった。会議は人民委員会議と執行委員会のメンバーも選出していたが、ソビエト連邦の崩壊後は各共和国の議会へと再編された。しかし、一部の国はその後も「最高会議」の名称を継続して使用している。

## 一覧
- ソビエト連邦最高会議
  -  アゼルバイジャン・ソビエト社会主義共和国最高会議 (ru)
  -  アルメニア・ソビエト社会主義共和国最高会議 (Հայկական ՍՍՀ Գերագույն Խորհուրդ)
  -  ウクライナ・ソビエト社会主義共和国最高会議 (uk)
  -  ウズベク・ソビエト社会主義共和国最高会議 (Ўзбекистон ССР Олий Совети)
  -  エストニア・ソビエト社会主義共和国最高会議 (et)
  -  カザフ・ソビエト社会主義共和国最高会議 (ru)
  -  キルギス・ソビエト社会主義共和国最高会議 (ru)
  -  グルジア・ソビエト社会主義共和国最高会議（グルジア語版）
  -  タジク・ソビエト社会主義共和国最高会議 (ru)
  -  トルクメン・ソビエト社会主義共和国最高会議 (ru)
  -  白ロシア・ソビエト社会主義共和国最高会議 (ru)
  -  モルダヴィア・ソビエト社会主義共和国最高会議 (Совиетул Супрем ал РСС Молдовеняскэ)
  -  ラトビア・ソビエト社会主義共和国最高会議 (ru)
  -  リトアニア・ソビエト社会主義共和国最高会議
  -  ロシア・ソビエト連邦社会主義共和国最高会議（ロシア語版）
    -  カレリア自治ソビエト社会主義共和国最高会議 (ru)
    -  トゥヴァ自治ソビエト社会主義共和国最高会議 (ru)
    -  バシキール自治ソビエト社会主義共和国最高会議 (ru)

### ソ連崩壊後の最高会議
- ウクライナ最高会議 (1991 -)
  -  クリミア自治共和国最高会議（英語版） (1991 - 2014)
- 沿ドニエストル共和国最高会議 (1990 -)
- キルギス最高会議 (1991 -)
- ハカス共和国最高会議 (en / 1992 -)
- ベラルーシ共和国最高会議（ロシア語版） (1991 - 1996)
- ラトビア共和国最高会議 (ru / 1990 - 1993)